# Chevêchette nimbée
Xenoglaux loweryi
Genre
Espèce
Statut de conservation UICN

 VU B1ab(i,ii,iii,v);C2a(ii) : Vulnérable
Statut CITES
La Chevêchette nimbée (Xenoglaux loweryi), unique représentant du genre Xenoglaux, est une espèce d'oiseaux de la famille des Strigidae.

## Répartition

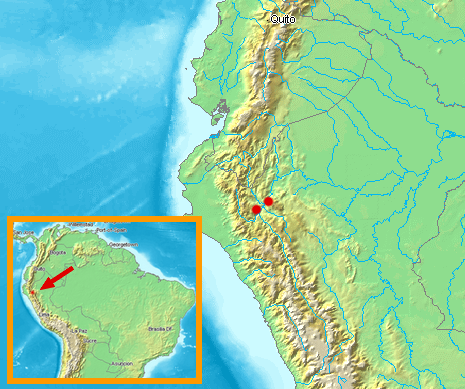
Répartition de la Chevêchette nimbée.

Cette espèce est endémique d'une petite zone du Pérou entre la région de San Martín et d'Amazonas.